# Hestetorvet
Hestetorvet et torv i Roskilde på Østsjælland. Det ligger med Algade mod nord, Gråbrødre Kapel og kirkegård mod vest, Jernbanegade og Roskilde Station mod syd og gaden Hestetorvet mod øst. 
Torvet blev anlagt i middelalderen, sandsynligvis da Sankt Pouls kirke blev redet ned. Det er sandsynligvis byens næstældste torv, der lå umiddelbart inden for Røde Port, som var den østlige byport. Torvet har været markedsplads i flere hundrede år, hvor der særligt blev handlet svin, stude og heste, deraf navnet.
I 1945 blev skulpturen Hestebrønden opført, betalt af Roskilde Kommune. En del af torvet blev brugt som parkeringsplads, og Roskilde Kommune skrev kontrakt på at bruge hele torvet som parkeringsplads i 30 år. I 1958 vedtog den, at der skulle etableres et toetagers parkeringsanlæg under torvet, og det blev derfor gravet op. I den forbindelse blev der udført arkæologiske undersøgelser. Byggeriet var færdigt i 1962 og bestod også af en butiksbygning mod Algade og en overdækning.
I 1994 kunne kommunen atter genetablere torvet uden overdækning, og Roskilde Kommune lavede flere arkæologiske undersøgelser, der viste, at området har været beboet siden bronzealderen.
I 1999 blev Roskildekrukkerne opstillet på pladsen, da der flere steder blev skrevet om at det var en kedelig åben plads. De blev skænket til Roskilde by i anledning af byens 1000 års jubilæum.

## Kunst
Roskildekrukkerne er tre store krukker udført af Peter Brandes. De blev doneret af direktøren for Stryhn’s Leverpostej, Elsebeth Stryhn, der fik arrangeret det med borgmesteren. På den sydligste krukke er der digtet "Junker Kristoffer" indgraveret. Det er af Henrik Nordbrandt om Margrethe 1. og Roskilde. Krukkerne er ca. 5 m høje og vejer 24 tons.
I nord mod Algade står Hestebrønden, der er en granitskulptur. Den er hugget af den lokale kunstner og stenhugger Karl Hansen Glem.